# Cantonul Bolbec
Cantonul Bolbec este un canton din arondismentul Le Havre, departamentul Seine-Maritime, regiunea Haute-Normandie, Franța.

## Comune
| Comune                    | Populație (1999) | Cod poștal | Cod INSEE |
| ------------------------- | ---------------- | ---------- | --------- |
| Bernières                 | 653              | 76210      | 76082     |
| Beuzeville-la-Grenier     | 1 034            | 76210      | 76090     |
| Beuzevillette             | 712              | 76210      | 76092     |
| Bolbec                    | 11 654           | 76210      | 76114     |
| Bolleville                | 523              | 76210      | 76115     |
| Gruchet-le-Valasse        | 2 683            | 76210      | 76329     |
| Lanquetot                 | 1 030            | 76210      | 76382     |
| Lintot                    | 460              | 76210      | 76388     |
| Mirville                  | 329              | 76210      | 76439     |
| Nointot                   | 1 326            | 76210      | 76468     |
| Parc-d'Anxtot             | 578              | 76210      | 76494     |
| Raffetot                  | 494              | 76210      | 76518     |
| Rouville                  | 563              | 76210      | 76543     |
| Saint-Eustache-la-Forêt   | 1 078            | 76210      | 76576     |
| Saint-Jean-de-la-Neuville | 557              | 76210      | 76593     |
| Trouville                 | 603              | 76210      | 76715     |